# Hecho en México: 25 Aniversario
Hecho en México (subtitulado como En Vivo en el Palacio de los Deportes - 25 Aniversario) es un álbum en vivo de la banda argentina Los Auténticos Decadentes. Fue grabado el 5 de noviembre de 2011 en el Palacio de los Deportes en la Ciudad de México y se estrenó el 10 de mayo de 2012.
El álbum se caracteriza por ser una recopilación de sus canciones a ritmo del rock, reggae, ska y murga. Asimismo, el álbum marca los 25 años de trayectoria artística de la banda. Se desprenden del mismo, algunos sencillos como: «No me importa el dinero», «Corazón», «La guitarra» y «Cómo me voy a olvidar» entre otros.
En este álbum, están incluidas las participaciones de Julieta Venegas, Rubén Albarrán, Babasónicos, No Te Va Gustar, Fernando Ruiz Díaz, Kapanga y la participación musical de Quique Rangel.

## Lista de canciones
| N.º | Título                                                   | Duración |  |
| 1.  | «Vení Raquel»                                            | 3:06     |  |
| 2.  | «Qué vas a hacer conmigo»                                | 3:20     |  |
| 3.  | «No me importa el dinero» (con Julieta Venegas)          | 3:54     |  |
| 4.  | «Cómo me voy a olvidar» (con No Te Va Gustar)            | 3:23     |  |
| 5.  | «Loco» (Tu forma de ser)                                 | 3:19     |  |
| 6.  | «Sigue tu camino»                                        | 3:04     |  |
| 7.  | «Luna radiante» (con Babasónicos)                        | 4:08     |  |
| 8.  | «Somos»                                                  | 2:42     |  |
| 9.  | «Paseando por Temperley»                                 | 5:11     |  |
| 10. | «Ya me da igual»                                         | 2:17     |  |
| 11. | «El pájaro vio el cielo y se voló»                       | 4:20     |  |
| 12. | «Un osito de peluche en Taiwan» (con Fernando Ruiz Díaz) | 5:15     |  |
| 13. | «Distrito federal»                                       | 2:55     |  |
| 14. | «La guitarra» (con Kapanga)                              | 3:59     |  |
| 15. | «Corazón» (con Rubén Albarrán y Quique Rangel)           | 3:31     |  |